# Kompleks Boga
Kompleks Boga – stan umysłu, w którym dana osoba uważa, że posiada nadnaturalne uprawnienia lub nieograniczone możliwości. Osoba zazwyczaj uważa się za stojącą powyżej zasad społeczeństwa oraz że należy jej się z tego tytułu szczególna uwaga.
Pojęcie stworzył psychoanalityk Ernest Jones. Antoni Kępiński zwraca uwagę na częstotliwość występowania tego zaburzenia psychicznego.

Poczucie boskiej wszechmocy nie jest rzadkim zjawiskiem w psychopatologii ostrych psychoz, zwłaszcza typu schizofrenicznego. Chorych z podobnym zespołem objawów można spotkać w każdym szpitalu psychiatrycznym, opisywani są oni w każdym klasycznym podręczniku psychiatrii.